# Subjectief dubbelgangersyndroom
Een subjectief dubbelgangersyndroom is een zeldzaam identificatiesyndroom waarbij iemand het waanachtige idee heeft dat er een dubbelganger van hem bestaat, iemand met hetzelfde uiterlijk die een zelfstandig leven leidt en veelal eigen karaktereigenschappen heeft. Soms vermoedt iemand het bestaan van meerdere dubbelgangers. De aandoening treedt op bij een neurologische ziekte, een psychische aandoening of als gevolg van hersenletsel.
Het kan ook voorkomen dat iemand de overtuiging heeft dat (een deel van) zijn eigen persoonlijkheid in een ander is geplaatst. In dit laatste geval kan ook depersonalisatie voorkomen. De literatuur geeft een voorbeeld van iemand die na een operatie sterk gedepersonaliseerd was en dacht dat een deel van zijn hersenen tijdens de operatie in een andere persoon was geplaatst. Hij meende deze persoon later ook te herkennen.
Bij het syndroom treden doorgaans ook symptomen van het syndroom van Capgras op. Het dubbelgangersyndroom wordt dan ook wel het subjectieve capgrassyndroom genoemd.
Veel onderzoek naar het syndroom is gedaan door G.N. Christodoulou (Syndrome of subjective doubles, 1978).